# Le Maisnil
Le Maisnil is een gemeente in het Franse Noorderdepartement (regio Hauts-de-France) en telt 561 inwoners (1999). De plaats maakt deel uit van het arrondissement Rijsel.
Le Maisnil dient niet te worden verward met de twee andere Franse gemeenten met gelijkende namen; Maisnil en Maisnil-lès-Ruitz.

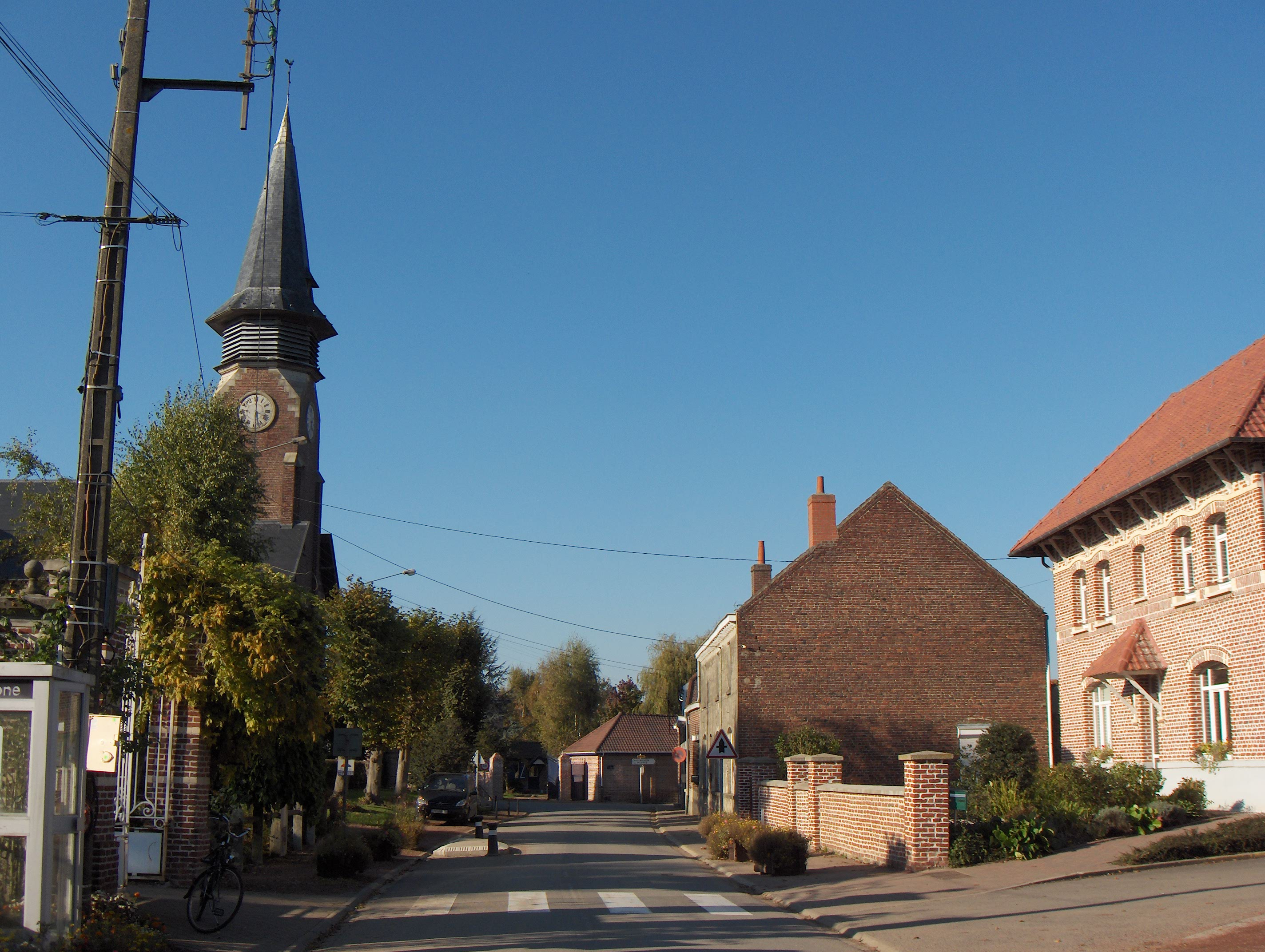
Centrum van Le Maisnil, met Eglise Saint-Pierre

## Geografie
De oppervlakte van Le Maisnil bedraagt 3,5 km², de bevolkingsdichtheid is 160,3 inwoners per km².

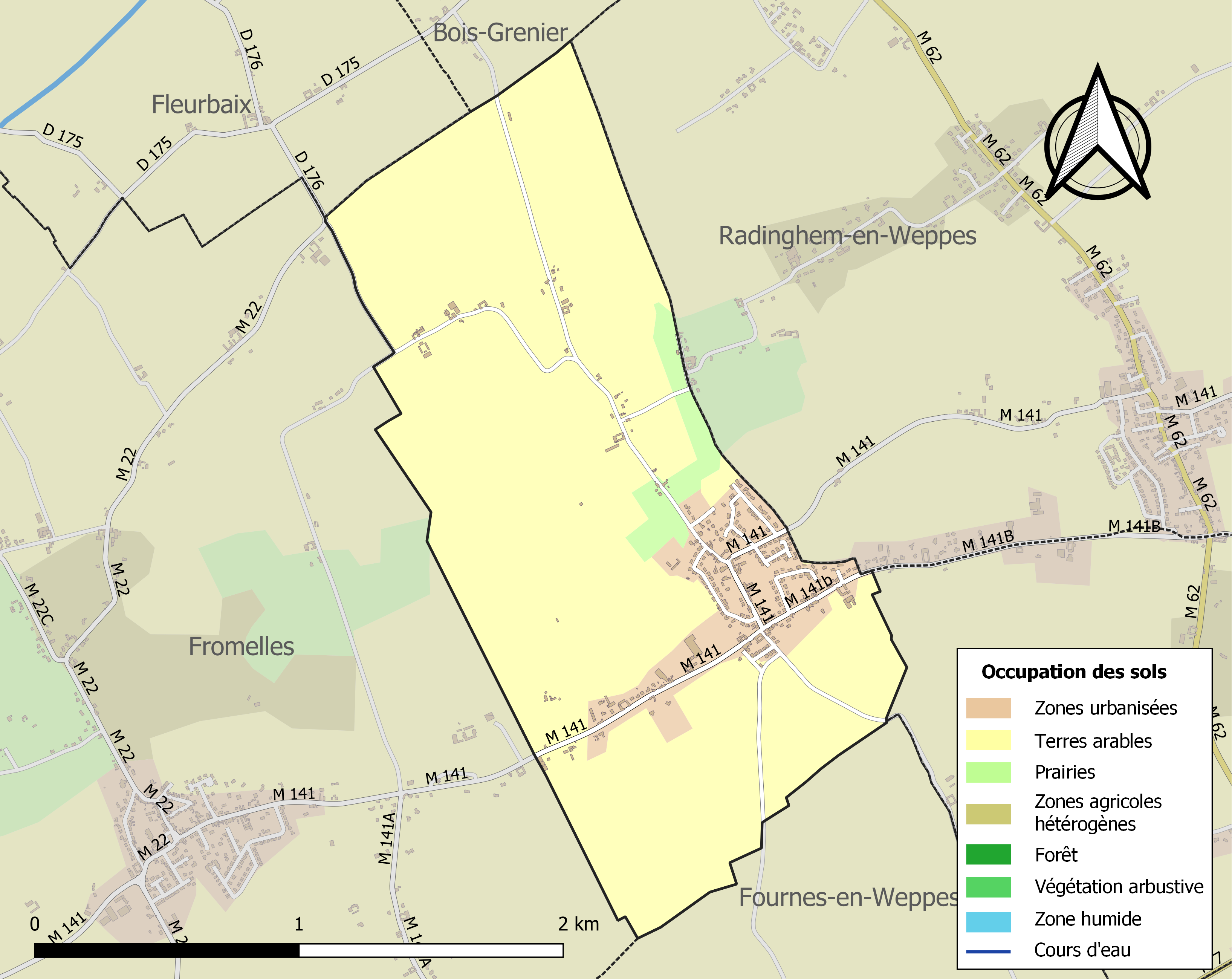
Kaart van de gemeente met belangrijkste infrastructuur, bodemgebruik en omliggende gemeenten

## Demografie
Onderstaande figuur toont het verloop van het inwonertal (bron: INSEE-tellingen).